# Yūichi Higurashi
Yūichi Higurashi (日暮 裕一?, Higurashi Yūichi; Prefettura di Chiba, 13 novembre 1959 – luglio 2001) è stato uno sceneggiatore giapponese. Deve la sua fama al fatto di aver curato i testi della famosissima serie anime Detective Conan.

## Serie curate
- Detective Conan: come sceneggiatore (Dal 1996 al 1998).
- City Hunter: La Rosa Nera: come sceneggiatore.